# فرنسيسكو رودريغيز مارتين
فرنسيسكو رودريغيز مارتين (4 يونيو 1942 آبلة إسبانيا - ) هو لاعب كرة قدم إسباني، يلعب كمدافع.